# Hrant Matevossian
Pour les articles homonymes, voir Matevossian.
Hrant Matevossian (en arménien : Հրանտ Մաթևոսյան), né le 12 février 1935 à Ahnidzor, dans la République socialiste soviétique d'Arménie (Union soviétique), et mort le 19 décembre 2002 à Erevan (Arménie), est un écrivain et scénariste arménien.
Il était considéré comme « le romancier contemporain le plus éminent et le plus accompli d'Arménie ».

## Biographie
Hrant Matevossian naît dans le village d'Ahnidzor, dans la région arménienne de Lorri. Il étudie à l'école du village puis poursuit ses études à l'Université pédagogique de Kirovakan (aujourd'hui Vanadzor). En 1952, il s'installe à Erevan où il travaille dans une imprimerie. De 1958 à 1962, Matevossian est correcteur d'épreuves au magazine Sovetakan Grakanutyun [Littérature soviétique] et le journal Grakan Tert [Journal littéraire].
Matevossian commence sa carrière littéraire en 1961 avec un essai, Ahnidzor. Son premier recueil de nouvelles, Ogostos [Août], est publié en 1967. Il dirige l'Union des écrivains d'Arménie de 1995 à 2000. Ses pièces littéraires ont été traduites dans une quarantaine de langues, dont le russe, l'anglais, le français, l'allemand, le lituanien, l'estonien et le géorgien.
Hrant Matevossian meurt le 12 décembre 2002, âgé de 67 ans. Il est enterré au Panthéon Komitas, situé dans le centre-ville d'Erevan.
Matevossian a deux enfants, un fils, Davit, et une fille.

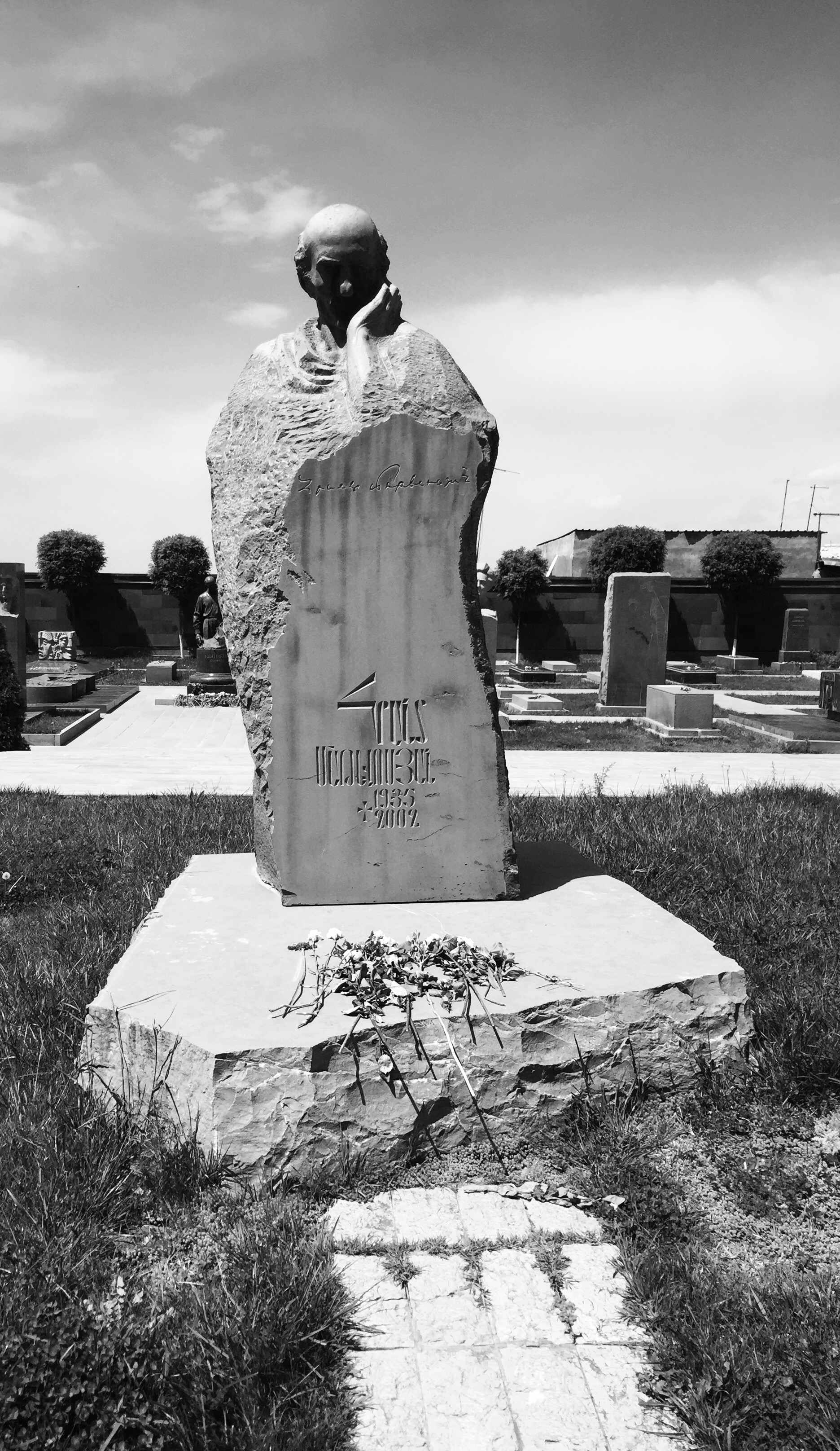
La tombe de Hrant Matevossian au Panthéon Komitas d'Erevan.

## Œuvre

### Nouvelles
- 1962 : We and Our Mountains
- 1974 : Carriage Horses
- 1982 : Tashkent
- 1973 : Soleil d'automne
- The Master
- Along the Edge (incomplète)
- Buffalo
- The Country's Nerve

### Récits
- 1967 : August
- 1967 : Orange Pony
- 1967 : Mesrop
- 1968 : Buffalo
- 1987 : Trees

### Articles, essais
- Metsamor
- In Front of White Paper
- It's Me

### Scénarios cinématographiques et pièces de théâtre
- 1969 : We and Our Mountains (film)
- 1969 : The Poor's Honour (film)
- 1975 : This Green, Red World (film)
- 1977 : Soleil d'automne (film)
- 1977 : August (téléfilm)
- 1979 : Aramayis Yerznkyan (film)
- 1983 : Neutral Zone (pièce de théâtre)
- 1984 : The Master (film)
- 1992 : National Army (film)

## Récompenses
- 1967 : Prix du magazine "Дружба народов" ([Amitié des nations])
- 1984 : Prix de littérature d'État de l'URSS
- 1996 : Ordre du chevalier de RA Mesrop Mashtots